# Prezidentské volby v Polsku 1995

Vítězové prvního kola podle vojvodství

Vítězové druhého kola podle vojvodství

V polských prezidentských volbách byl 19. listopadu 1995 zvolen předseda Sociální demokracie Polské republiky Aleksander Kwaśniewski. V prvním kole se 5. listopadu o funkci prezidenta ucházelo 13 kandidátů, z nichž nejvíce hlasů získal Aleksander Kwaśniewski (35,11 %), dosavadní prezident Lech Wałęsa (33,11 %), bývalý disident Jacek Kuroń (9,22 %) a bývalý premiér Jan Olszewski (6,86 %). První dva kandidáti se 19. listopadu utkali ve druhém kole. Aleksander Kwaśniewski získal 51,72 % a Lech Wałęsa 48,28 % hlasů. Volební účast byla 64,7 % v prvním kole a 68,23 % ve druhém kole. Od roku 1990 to byly druhé prezidentské volby.